# Омское производственное объединение «Радиозавод имени А. С. Попова»
Омское производственное объединение «Радиозавод им. А. С. Попова» — «Радиозавод им. А. С. Попова» — разработчик и производитель радиорелейных систем связи и управления военного и общетехнического назначения.

## История
29 апреля 1948 — Распоряжением Совета Министров СССР № 5307-р принято решение о строительстве нового производственного объединения — Омского радиозавода.
1953 — Началось строительство жилья для работников предприятия.
1954 — Начался плановый выпуск продукции. Первым серийным изделием стала радиорелейная станция Р-401 «Ручей».
1959 — При Омском радиозаводе создается Конструкторское бюро — завод становится разработчиком и одновременно изготовителем малоканальных радиорелейных станций. Выпускается первый омский телевизор «Заря».
1971 — Указом Президиума Верховного Совета СССР № 157 18.01.1971 г. ОмПО «Радиозавод им. А. С. Попова» был вручен Орден Октябрьской Революции.
1986 — Правительством СССР принято решение о создании Объединения с головным предприятием ОмПО «Радиозавод им. А. С. Попова». В него вошли предприятие «Токмак» (Киргизская ССР), радиозавод в Славгороде (Алтайский край) и филиал в поселке Москаленки (Омская область). Общая численность сотрудников объединения превысила 19 тысяч человек.
Август 2008 — На III Международном Салоне вооружения и военной техники МВСВ-2008 ОмПО представлены полевые цифровые системы связи пятого поколения.
2011 — Омское производственное объединение «Радиозавод им. А. С. Попова» вошло в состав Межгосударственной Корпорации Развития.

## Руководство
Генеральный директор — Аршинин Андрей Михайлович

## Деятельность
Предприятие изготавливает и обслуживает:
- Военные и гражданские средства связи
- Системы автоматизации управления
- Акустические и аудиосистемы
- Средства учета энергоресурсов